# Korinnis potameis
Korinnis potameis är en insektsart som beskrevs av Günther 1932. Korinnis potameis ingår i släktet Korinnis och familjen Prisopodidae. Inga underarter finns listade i Catalogue of Life.